# マンダレー航空

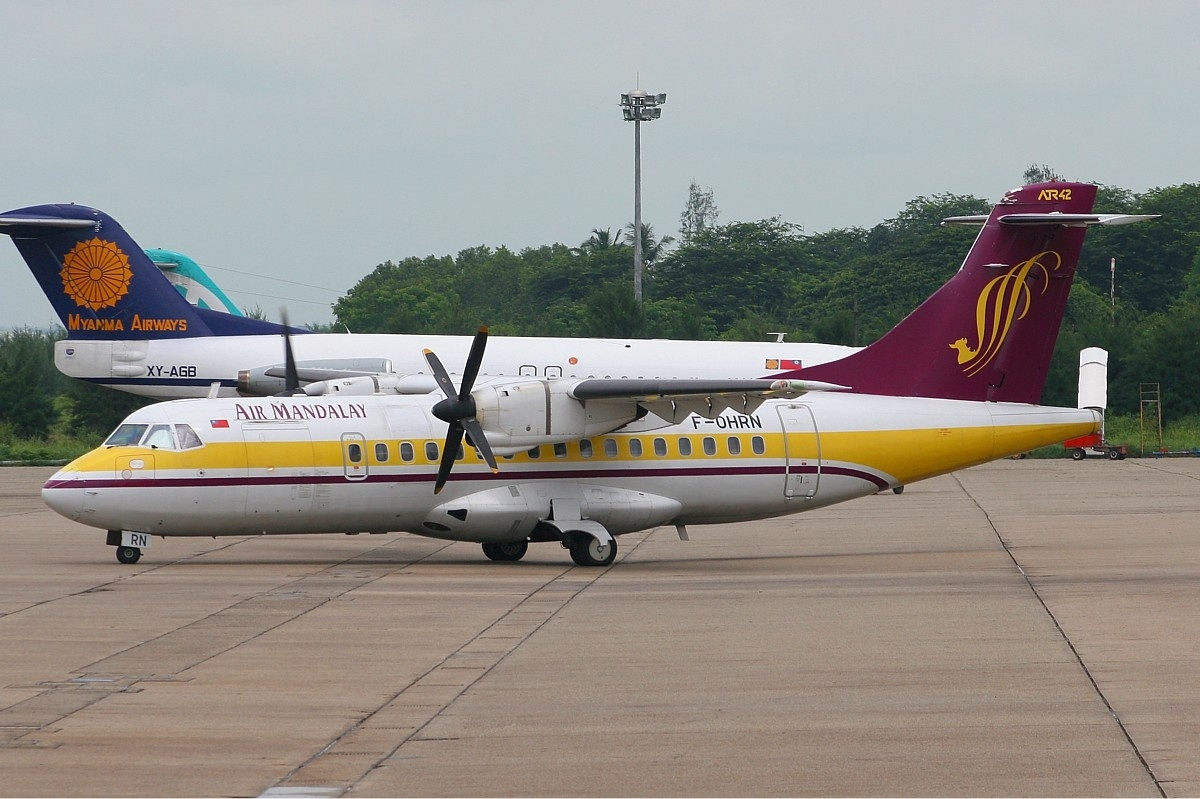
ヤンゴン国際空港のマンダレー航空ATR42

マンダレー航空 (Air Mandalay) は、ミャンマーの民間航空会社。コールサインの "Six Tango" は、同社のIATA2レターコード "6T"のフォネティックコードそのままである。
2014年12月31日から運航停止中だったが、2015年4月19日よりヤンゴン - シットウェ間で暫定運航を再開。同年5月1日より本格的な運航再開に至っている。
しかし2018年9月4日、再び定期便とチャーター便の運行を休止すると発表。

## 就航都市
ミャンマー
- バガン：ニャウンウー空港
- ダウェイ：ダウェイ空港
- ヘーホー：ヘーホー空港
- コータウン：コータウン空港
- ラーショ：ラーショ空港
- マンダレー：マンダレー国際空港
- モンユワ：モンユワ空港
- ネピドー：ネピドー国際空港
- プータオ：プータオ空港
- シットウェ：シットウェ空港
- タチレク：タチレク空港
- サンドウェ：タンドウェ空港
- ヤンゴン：ヤンゴン国際空港

## 保有機材

### 運航機材
- エンブラエル ERJ 145：2機[1]（中古機、アエロメヒコ航空傘下のリージョナル航空会社から購入[2]）

### 発注機材
- Mitsubishi SpaceJet M90：6機発注中・4機オプション[3]

### 過去の運航機材
- ATR 42-212：2機
- ATR 72-320：1機